# Roberto il diavolo
Roberto il diavolo (Robert le Diable) è un'opera di Giacomo Meyerbeer, spesso considerata come il primo esempio di Grand opéra. Il libretto fu scritto da Eugène Scribe e Germain Delavigne e trae spunto dalla leggenda medioevale di Roberto il diavolo.
La musica drammatica, l'armonia e l'orchestrazione dell'opera, il suo impianto melodrammatico e gli effetti scenici sensazionali (specie il balletto delle monache) determinarono un successo immediato e confermarono Meyerbeer come compositore d'opera leader del suo tempo.
Robert le diable fu la prima messa in scena di una nuova opera realizzata dal nuovo direttore dell'Opera di Parigi Louis Véron e il suo successo lo portò a sottoscrivere l'impegno di nuove opere con compositori francesi quali lo stesso Meyerbeer che di lì a poco scrisse Gli ugonotti, Fromental Halévy con La Juive e Daniel Auber con Gustave III.

## Storia della prima rappresentazione
Il debutto avvenne il 21 novembre, 1831 all'Opera di Parigi, e fu l'opera che diede fama internazionale a Giacomo Meyerbeer. Il successo dell'opera fu comunque dovuto in gran parte ai cantanti Nicolas Levasseur nel ruolo di Bertram e Adolphe Nourrit nel ruolo di Roberto e al provocatorio "Balletto delle Monache" (Ballet des nonnes damnées) nel terzo atto con la grande ballerina Maria Taglioni.
La coreografia del balletto era del padre di Maria, Filippo Taglioni.

## Personaggi e rappresentazioni
| Personaggio                  | Voce           | Interpreti originali, 1831 (direttore: François-Antoine Habeneck) |
| ---------------------------- | -------------- | ----------------------------------------------------------------- |
| Roberto                      | tenore         | Adolphe Nourrit                                                   |
| Bertram                      | basso-baritono | Nicolas-Prosper Levasseur                                         |
| Alice                        | soprano        | Julie Dorus-Gras                                                  |
| Isabelle                     | soprano        | Laure Cinti-Damoreau                                              |
| Raimbaut                     | tenore         | Marcelin Lafont                                                   |
| Héléna                       | ballerina      | Maria Taglioni                                                    |
| Alberti                      | basso          | Prosper Hurteaux                                                  |
| Un prete                     | basso          | Ferdinand Prévost                                                 |
| Araldo                       | tenore         | Jean-Étienne-Auguste Massol                                       |
| Una dama d’onore di Isabelle | soprano        | Mme. Lavry                                                        |

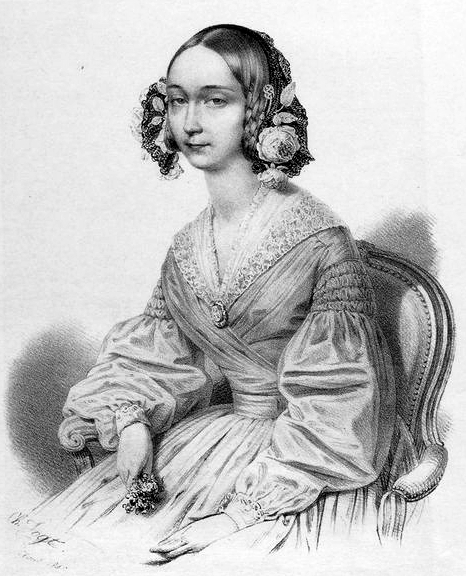
Julie Dorus-Gras, interprete di Alice
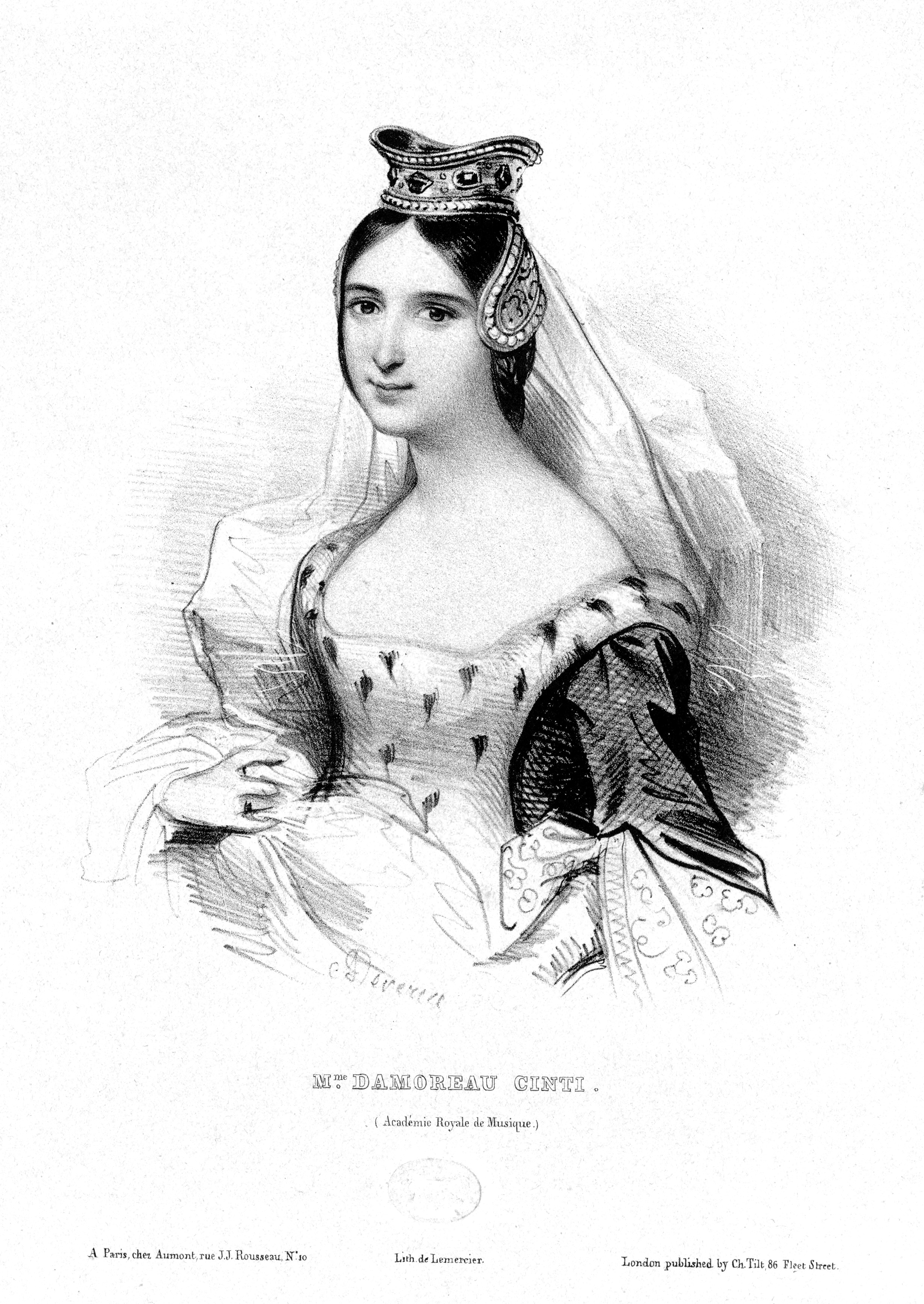
Laure Cinti-Damoreau, interprete di Isabelle
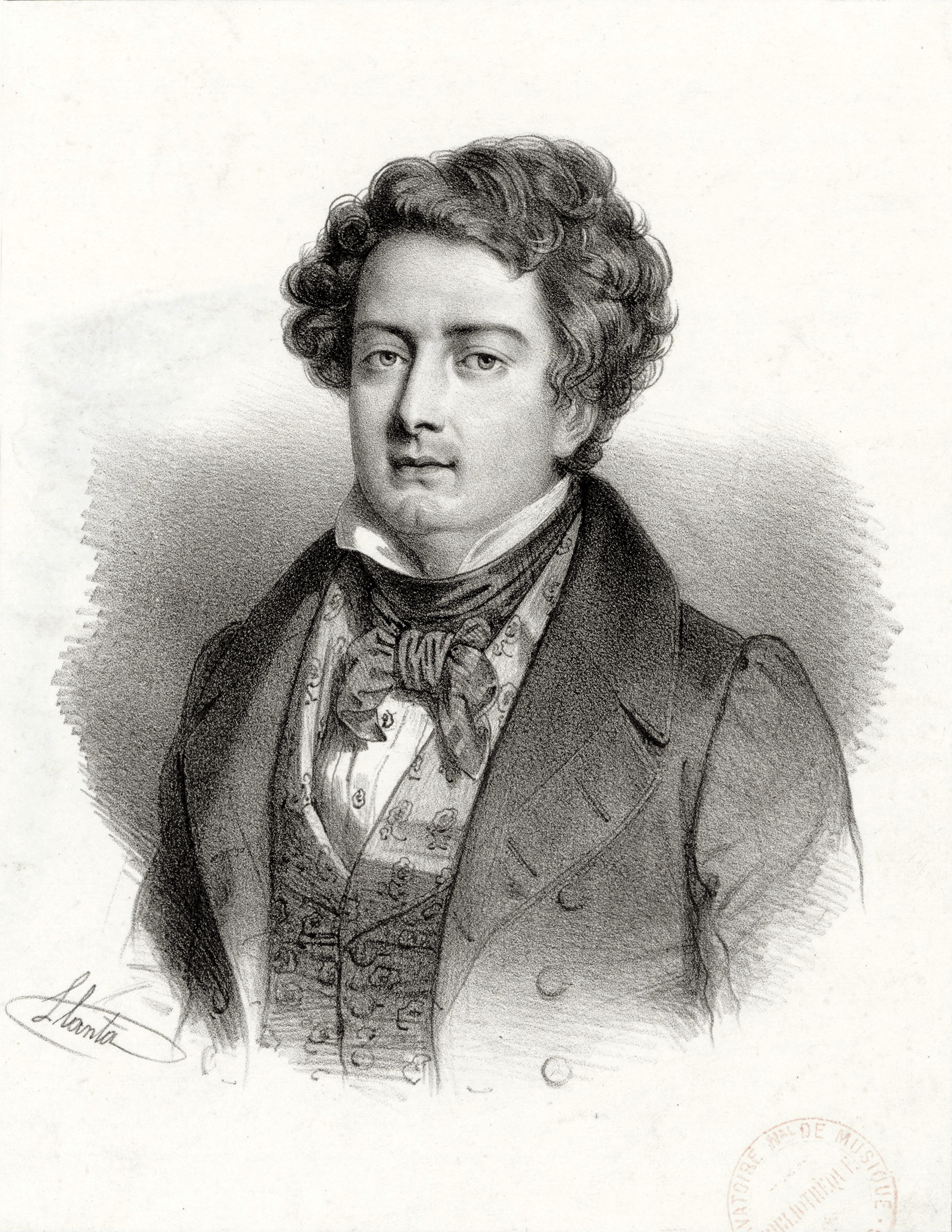
Adolphe Nourrit, interprete di Robert
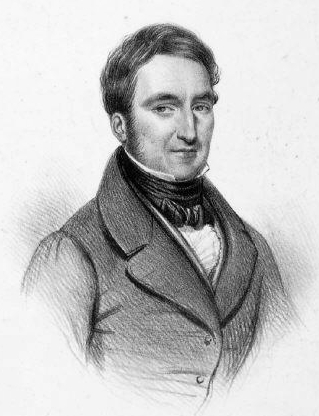
Nicolas-Prosper Levasseur, interprete di Bertram
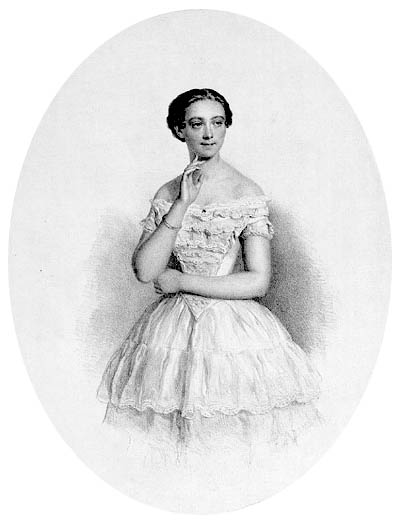
Maria Taglioni, interprete di Héléna

Nel Regno Unito la première è stata il 20 febbraio 1832 al Drury Lane (teatro) di Londra come The Fiend-Father nella versione inglese di Michael Rophino Lacy diretta dal compositore, il 21 febbraio al Royal Opera House, Covent Garden per la Charles Kemble Opera Company e l'11 giugno al His Majesty's Theatre.
Allo Staatsoper Unter den Linden di Berlino la prima come Robert der Teufel è stata il successivo 20 giugno.
Ad Amburgo la prima è stata il 20 novembre 1832.
A Dresda la prima è stata il 25 gennaio 1834.
Nell'aprile 1834 l'opera ha raggiunto 100 recite all'Académie Royale de Musique di Parigi con Adolphe Nourrit, Prosper Dérivis come Alberti, Levasseur, la Taglioni e Jules Perrot.
Nourrit ha cantato il ruolo di Roberto fino al 1837 quando fu sostituito da Gilbert Duprez.
Il 30 novembre 1838 Duprez viene sostituito da Giovanni Matteo De Candia per il quale il compositore scrive una nuova aria di Roberto.
Sempre nel 1938 il ruolo di Bertram viene interpretato da Prosper Dérivis.
Fino alla morte del compositore nel 1864 l'opera è andata in scena 470 volte solo a Parigi, nel 1867 avviene la cinquecentesima recita all'Opéra e nel 1877 la seicentesima con Marie Caroline Miolan-Carvalho al Palais Garnier dove nel 1886 avviene la settecentesima.
A Milano la prima è stata il 24 marzo 1835 al Teatro della Canobbiana, nella versione italiana di A. C. di Siena.
A New Orleans la prima è stata il 24 dicembre 1836 ed al Teatro Nacional de São Carlos di Lisbona il 2 settembre 1838.
Al Teatro della Pergola di Firenze la prima di Roberto il diavolo con Teresa Brambilla è stata il 26 dicembre 1840.
Il 26 dicembre 1843 ci sono state le prime al Teatro Regio di Parma con Prosper Dérivis ed al Teatro Verdi (Trieste).
Al Teatro La Fenice di Venezia la prima è stata il 22 gennaio 1845 con Marietta Gazzaniga.
Al Teatro alla Scala di Milano la prima è stata nel 1846 diretta da Eugenio Cavallini con Giacomo Panizza come Maestro al Cembalo.
Al Teatro Comunale di Bologna la prima è stata il 26 dicembre 1846.
Al His Majesty's Theatre di Londra la prima in italiano è stata il 4 maggio 1847 con Jenny Lind ed a New York in concerto l'11 settembre 1850.
Al Gran Teatre del Liceu di Barcellona la prima è stata il 28 febbraio 1851.
Il 15 maggio 1852 è avvenuta la prima al Teatro Carlo Felice di Genova con Angelo Mariani (direttore d'orchestra) e l'inaugurazione del Teatro Alighieri di Ravenna ed il 25 dicembre la prima al Teatro Regio di Torino con Gaetano Fraschini.
Al Theatre Royal di Edimburgo la première è stata il 5 febbraio 1855, al Teatro San Carlo di Napoli il 29 luglio 1856 come Roberto di Piccardia, al Teatro Riccardi (poi Teatro Donizetti) di Bergamo il 6 agosto, a Madrid nel 1879 con Jean de Reszke, al Teatro Costanzi di Roma nel 1882 ed al Teatro Coppola di Catania nel 1883.
Al Metropolitan Opera House di New York la première è stata nel 1883 con Roberto Stagno.
Al Teatro Comunale di Firenze nel 1968 va in scena con Renata Scotto, Boris Christoff e Giorgio Merighi di cui esiste una registrazione.
All'Opéra National de Paris va in scena nel 1985 con Rockwell Blake/Alain Vanzo, Samuel Ramey e June Anderson.
Allo Staatsoper Unter den Linden torna in scena nel 2000 di cui esiste una registrazione.
Nel 2012 torna in scena al Covent Garden diretta da Daniel Oren con Patrizia Ciofi ed al Teatro Verdi (Salerno) in forma di concerto diretta da Oren con la Ciofi e Carmen Giannattasio di cui esiste una registrazione.

## Trama
L'opera trae spunto dalla leggenda medioevale di Roberto il diavolo, molte versioni della quale sostenevano che il padre del duca Roberto il Magnifico di Normandia (padre di Guglielmo il Conquistatore) fosse il diavolo.

### Atto primo

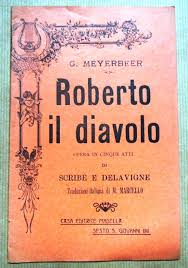
Copertina del libretto in italiano Edizioni Madella

Roberto ed il suo misterioso amico Bertram gozzovigliano a Palermo. Il menestrello Raimbaud, non riconoscendo Roberto, canta una ballata appellandolo come Roberto il diavolo. Alla fine della ballata Roberto si fa riconoscere e decide di punirlo. Raimbaud implora il perdono e dice di essere fidanzato con Alice, la sorellastra di Roberto. Alice entra e dice a Roberto di essere latrice di un messaggio della loro madre morente. Roberto le dice di soprassedere e la invita a consegnare un suo messaggio alla propria fidanzata principessa Isabelle. Bertram sfida Roberto ad un gioco di dadi e questi perde tutti i suoi averi.

### Atto secondo
Il principe di Granada sfida tutti gli invitati per la mano di Isabelle, ma Roberto, distratto dal gioco con Bertram, non risponde.

### Atto terzo
Bertram incontra Rambaldo, che gli comunica di volersi sposare in giornata con Alice, ma Bertram, regalatogli dell'oro, lo convince a lasciare perdere e, ora che è ricco, concedersi di scegliere la sposa fra un maggior numero di spasimanti. Bertram giura di contendere si al cielo che all'inferno Robert, che rivendica tutto per sé. Arriva Alice, che aveva un appuntamento con Rambaldo all'imbocco della caverna, ma mentre lo aspetta inutilmente, è attratta dalle voci che chiamano Robert dall'interno della caverna. Si affaccia dunque all'ingresso e, in preda al terrore, si accascia svenuta mentre abbraccia la croce posta all'ingresso. Beltram emerge dalla caverna, sconfortato dalla condanna pronunciata negli inferi verso Robert, che perderà del tutto se non gli si concederà entro domani. Accortosi do essere stato scoperto da Alice, la minaccia e le impone di non svelare ciò che ha capito sul suo conto. Arriva Robert, profondamente addolorato, e Alice, vincendo la paura di Beltram, gli corre incontro, ma sentendosi nuovamente minacciare, scappa. Beltram dice a Roberto che ha perduto la sua Isabella perché vittima di un sortilegio infernale, e gli consiglia di difendersi evocandone uno a sua volta. Gli propone quindi di armarsi di coraggio e recarsi nell'abbazia di Santa Rosalia, dove potrà ritornare in possesso dei suoi averi rubando un ramoscello magico che gli darà il dono dell'invisibilità. In questo modo Beltram pensa che, assecondandone ogni desiderio, riuscirà a condurlo fino al delitto, per poterlo infine riavere per sé. Conduce così Roberto alle rovine del convento abbandonato, dove evoca gli spiriti delle monache dissolute ivi sepolte, e chiede loro di aiutarlo nell'impresa. Le monache emergono dunque dalle tombe e intonano un sabba infernale, seducendo poi Robert e facendogli raccogliere il talismano fatale.

### Atto quarto
L'invisibile Roberto entra nelle stanze di Isabelle mentre ella si stava preparando al matrimonio con il principe di Granada. Egli intende rapire Isabelle ma questa dice di amare il principe. Roberto disperato rompe il ramoscello e con esso l'incantesimo della sua invisibilità. Viene così arrestato dalle guardie del principe.

### Atto quinto
La Cattedrale di Palermo. Sullo sfondo di un coro di monaci, Bertram rivela a Roberto di essere il suo vero padre e che è disposto a rinnegare il suo voto a consegnarlo al Diavolo. Entra Alice, portando la notizia che il Principe rifiuta di sposare Isabelle. Ella legge anche la lettera della madre che gli dice di evitare l'uomo che la tradì (Bertram). In tutto questo trambusto il tempo è passato e il patto di Bertram con il diavolo non ha avuto successo. Pertanto Bertram precipita nell'inferno e Roberto fra le braccia di Isabelle.

## Struttura musicale
- Ouverture

### Atto I
- N. 1 - Introduzione Versez à tasse pleine (Coro)
- N. 2 - Ballata Jadis régnait en Normandie (Raimbaut, Coro)
- N. 3 - Coro Non, je prend sa défense (Roberto, Coro)
- N. 4 - Romanza di Alice Va, dit-elle, va, mon enfant
- N. 5 - Finale Le duc de Normandie (Bertram, Roberto, Coro)

### Atto II
- N. 6 - Cavatina di Isabelle En vain j’espère
- N. 7 - Duetto fra Roberto ed Isabelle Avec bonté voyez ma peine
- N. 8 - Balletto
- N. 9 - Finale La clairon sonne, et l’honneur vous reclame (Coro, Isabelle, Alice, Bertram)

### Atto III
- N. 10 - Duetto fra Raimbaut e Bertram Ah! l’honnête homme!
- N. 11 - Aria di Bertram Pour toi qui m’es si cher
- N. 12 - Couplets Quand je quittai la Normandie (Alice)
- N. 13 - Duetto fra Alice e Bertram La force m’abandonne
- N. 14 - Terzetto fra Alice, Bertram e Roberto Ses yeux sont baissés vers la terre
- N. 15 - Duetto fra Roberto e Bertram Des chevaliers se ma patrie
- N. 16 - Recitativo Voici donc les débris du monastère antique (Bertram)

### Atto IV
- N. 17 - Duetto fra Isabelle e Roberto Mon Dieu, toi qui vois mes alarmes
- N. 18 - Cavatina di Isabelle Robert, toi que j’aime
- N. 19 - Coro Arrêtons, saisissons ce guerrier téméraire (Coro, Roberto, Alice, Raimbaut)

### Atto V
- N. 20 - Coro di frati Malheureux ou coupable
- N. 21 - Coro Gloire à la Providence! (Coro, Roberto, Bertram)
- N. 22 - Aria di Bertram Jamais, c’est impossible
- N. 23 - Terzetto fra Bertram, Alice e Roberto Ô tourment! ô supplice!
- N. 24 - Coro Finale Chantez, troupe immortelle (Coro, Isabelle, Alice)

## Influenze su altri compositori
La brillante trascrizione dei temi dell'opera, realizzata da Franz Liszt, divenne così popolare che il maestro venne spesso interrotto nei suoi concerti con la richiesta di eseguire i suddetti pezzi.
Il pianista e compositore italiano Adolfo Fumagalli compose una fantasia per pianoforte, su temi dell'opera, che divenne la sua op. 106.
La popolarità dell'opera fece sì che venissero create diverse parodie e fra queste spicca l'opera di W. S. Gilbert, Robert the Devil che inaugurò il Gaiety Theatre di Londra nel 1868. Offenbach cita il tema di Bertram nel suo "Monsieur Choufleuri" nell'aria "Babylas! Babylas! Babylas!... J'arrive en galant paladin!".

## Discografia parziale
| Anno | Cast (Roberto, Isabelle, Bertram, Alice)                         | Direttore      | Etichetta          |
| ---- | ---------------------------------------------------------------- | -------------- | ------------------ |
| 1968 | Giorgio Merighi, Renata Scotto, Boris Christoff, Stefania Malagù | Nino Sanzogno  | Melodram           |
| 1985 | Alain Vanzo, June Anderson, Samuel Ramey, Michèle Lagrange       | Thomas Fulton  | Legato             |
| 2012 | Bryan Hymel, Patrizia Ciofi, Alastair Miles, Carmen Giannattasio | Daniel Oren    | Brilliant Classics |
| 2022 | John Osborn, Erin Morley, Nicolas Courjal, Amina Edris           | Marc Minkowski | Bru Zane           |